# Беса (Лоара)
Беса (фр. Bessat) насеље је и општина у источној Француској у региону Рона-Алпи, у департману Лоара која припада префектури Сент Етјен.
По подацима из 2011. године у општини је живело 440 становника, а густина насељености је износила 43,74 становника/km². Општина се простире на површини од 10,06 km². Налази се на средњој надморској висини од 1170 метара (максималној 1.308 m, а минималној 700 m).

## Демографија
| 1962. | 1968. | 1975. | 1982. | 1990. | 1999. | 2011. |
| ----- | ----- | ----- | ----- | ----- | ----- | ----- |
| 190   | 192   | 206   | 211   | 250   | 414   | 440   |

График промене броја становника у току последњих година